# Grand Prix Formule 1 van Italië 2025
De Grand Prix Formule 1 van Italië 2025 wordt verreden op 7 september op het Autodromo Nazionale Monza in Monza. Het is de zestiende race van het seizoen.